# Championnat de Suisse de football 1963-1964
Le championnat de Suisse de football de Ligue nationale A 1963-1964 voit la consécration du FC La Chaux-de-Fonds. Emmenés par l’entraîneur-joueur français Henri Skiba (17 buts), les Meuqueux enlèvent le titre à l’arraché. Leur succès repose sur l’expérience de Charles Antenen et sur le sens de la conclusion de Heinz Bertschi (21 buts). Le roi des buteurs est le Servettien Michel Desbiolles, avec 23 réussites. C’est encore une année faste pour le football romand qui voit en outre émerger quelques talents prometteurs, tels que Georges Vuilleumier et René-Pierre Quentin.

## Format
Le championnat se compose de 14 équipes. Les deux derniers sont relégués en Ligue nationale B.

## Classement final
| Place | Club                  | Pts | J  | V  | N | D  | Buts + | Buts - | Diff. |
| 1er   | FC La Chaux-de-Fonds  | 39  | 26 | 17 | 5 | 4  | 68     | 36     | +32   |
| 2e    | FC Zurich             | 38  | 26 | 18 | 2 | 6  | 84     | 37     | +47   |
| 3e    | FC Granges            | 38  | 26 | 17 | 4 | 5  | 57     | 35     | +22   |
| 4e    | Servette FC           | 36  | 26 | 18 | 0 | 8  | 74     | 33     | +41   |
| 5e    | Lausanne-Sports       | 30  | 26 | 13 | 4 | 9  | 61     | 52     | +9    |
| 6e    | BSC Young Boys        | 27  | 26 | 11 | 5 | 10 | 56     | 54     | +2    |
| 7e    | FC Bâle               | 26  | 26 | 10 | 6 | 10 | 42     | 48     | -6    |
| 8e    | FC Lucerne            | 23  | 26 | 10 | 3 | 13 | 44     | 52     | -8    |
| 9e    | FC Chiasso            | 23  | 26 | 8  | 7 | 11 | 40     | 54     | -14   |
| 10e   | FC Sion               | 21  | 26 | 9  | 3 | 14 | 52     | 58     | -6    |
| 11e   | Grasshopper Zürich    | 19  | 26 | 8  | 3 | 15 | 42     | 64     | -22   |
| 12e   | FC Bienne             | 18  | 26 | 8  | 2 | 16 | 52     | 68     | -16   |
| 13e   | FC Schaffhouse        | 13  | 26 | 3  | 7 | 16 | 32     | 69     | -37   |
| 14e   | FC Cantonal Neuchâtel | 13  | 26 | 4  | 5 | 17 | 38     | 82     | -44   |

### Qualifications européennes
- FC La Chaux-de-Fonds : premier tour de la Coupe des clubs champions européens
- Servette FC : premier tour de la Coupe des villes de foires
- FC Bâle : premier tour de la Coupe des villes de foires

- Lausanne-Sports : premier tour de la Coupe d'Europe des vainqueurs de coupes

### Relégations
- FC Schaffhouse et FC Cantonal Neuchâtel sont relégués en Ligue nationale B
- FC Lugano et AC Bellinzone sont promus en Ligue nationale A

## Résultats complets
- Résultats sur RSSSF